# Victor Lobry
Victor Lobry (* 16. června 1995) je francouzský profesionální fotbalista, který hraje na pozici záložníka za klub Amiens SC.

## Kariéra
Lobry, mládežnický produkt Remeše, strávil svou ranou kariéru v amatérských ligách ve Francii, než 13. června 2020 podepsal smlouvu s Pau. Svůj profesionální debut si odbyl 22. srpna 2020 při prohře 0:3 v Ligue 2 s Valenciennes.
Dne 20. července 2022 podepsal Lobry dvouletou smlouvu se Saint-Étienne.
Dne 20. ledna 2024 Lobry přestoupil do Guingampu, kde podepsal smlouvu do konce sezóny.
Dne 20. ledna 2025 podepsal Lobry smlouvu s Amiens na jeden a půl roku.